# Debdou
Debdou (arabiska: دبدو) är en stad i Marocko. Den ligger i provinsen Taourirt och regionen Oriental, 300 km öster om huvudstaden Rabat. Antalet invånare var 4 960 vid folkräkningen 2014.